# Somatochlora walshii
Somatochlora walshii – gatunek ważki z rodziny szklarkowatych (Corduliidae). Występuje na terenie Ameryki Północnej.

## Charakterystyka
- Ubarwienie: zazwyczaj ma ubarwienie w ciemnym odcieniu z żółtymi znakami z boku gardła i brzucha. Twarz jest koloru żółtego. Szmaragd zakończony pędzelkiem ma krótki brzuch, szczególnie u samców. Młode samice mają pomarańczowo zabarwione skrzydła, bursztynowe podstawy skrzydeł i brązowe jajowody.
- Wielkość: Długość ciała waha się od 1,6 do 2,0 cala.
- Sezon występowania: w Wisconsin występuje od połowy czerwca do połowy sierpnia.
- Siedlisko: ten gatunek preferuje ujścia jezior i stawów oraz małe strumienie, które przechodzą przez torfowiska, bądź bagna[3].